# Oxybelis wilsoni
Oxybelis wilsoni — вид змій роду гостроголов (Oxybelis) родини вужеві. Вид є ендеміком острова Роатан, що знаходиться у Карибському морі і належить Гондурасу.

## Назва
Вид названий на честь американського герпентолога Ларрі Вілсона.

## Опис
Він відрізняється від інших видів Oxybelis золотисто-жовтим забарвленням і більшою кількістю субкаудальних хребців.

## Спосіб життя
Ця змія має обмежене поширення (130 км²) у вологих тропічних лісах, а також прибережних заростях чагарників. Зустрічається від рівня моря до 95 м над рівнем моря.

## Загрози та охорона
Загрозою є втрата лісового середовища в результаті житлового та туристичного розвитку. Лісові місця перебування цього виду не захищені.